# Sergey Qayumov
Sergey Qayumov uzb. cyr. Сергей Қаюмов, ros. Сергей Каюмов, Siergiej Kajumow;  (ur. 8 sierpnia 1981 w Taszkencie) – uzbecki szachista, arcymistrz od 2010 roku.

## Kariera szachowa
W 1999 r. reprezentował Uzbekistan na rozegranych w Oropesa del Mar mistrzostwach świata juniorów do 18 lat, natomiast w 2001 r. w Teheranie – na mistrzostwach Azji juniorów do 20 lat. W 2002 r. wypełnił pierwszą arcymistrzowską normę, zwyciężając w Ałuszcie. W 2004 r. zajął II m. (za Ehsanem Ghaemem Maghamim) w otwartym turnieju w Sanie. W 2005 r. podzielił II m. (za Aszotem Anastasjanem, wspólnie z Dmitrijem Boczarowem) w Abu Dhabi, wypełniając drugą normę na tytuł arcymistrza. W 2006 r. zdobył brązowy medal indywidualnych mistrzostw Uzbekistanu, zadebiutował w narodowej drużynie na rozegranej w Turynie szachowej olimpiadzie oraz zajął II m. (za Eldarem Hasanowem) w Ałuszcie, zdobywając trzecią i ostatnią normę na tytuł arcymistrza. W 2007 r. zwyciężył w Nowomoskowsku oraz w dwóch kołowych turniejach w Moskwie, podzielił również I m. (wspólnie z Leonidem Jurtajewem i Maratem Dżumajewem) w memoriale Gieorgija Agzamowa w Taszkencie. W 2009 r. zwyciężył w Charkowie, natomiast w 2010 r. – w Reszetyliwce.
Najwyższy ranking w dotychczasowej karierze osiągnął 1 lipca 2010 r., z wynikiem 2505 punktów zajmował wówczas 4. miejsce wśród uzbeckich szachistów.